# Philoceanus fasciatus
Philoceanus fasciatus är en insektsart som först beskrevs av Melbourne Armstrong Carriker Jr. 1958.  Philoceanus fasciatus ingår i släktet Philoceanus och familjen fjäderlöss. Inga underarter finns listade i Catalogue of Life.